# Thomas Gouye
Thomas Gouye (* 17. Oktober 1650 in Dieppe; † 24. März 1725 in Paris) war ein französischer Jesuit, Astronom und Linguist. 

## Leben
Thomas Gouye trat am 18. September 1667 in seinem 17. Lebensjahr in den Jesuitenorden ein. Nach der Beendigung seiner vorläufigen Ausbildung erhielt er den Auftrag, die mathematischen Wissenschaften in verschiedenen Schulen seines Ordens, so im Jesuitenkolleg von La Flèche sowie in jenem von Caen, zu lehren. Da er den in ihn gesetzten Erwartungen vollständig entsprach, wurde er von seinen Oberen nach Paris geschickt, wo er Theologie studierte und 1679 zum Priester geweiht wurde.  In der französischen Hauptstadt legte er auch am 2. Februar 1685 das Ordensgelübde ab. Er blieb sein ganzes weiteres Leben in Paris und machte sich als ausgezeichneter Mathematiker und durch seine Studien über die Gezeiten bekannt. Bald erwarb er sich unter den Gelehrten seines Fachs einen solchen Ruf, dass ihn die Akademie der Wissenschaften bei ihrer Erneuerung 1699 unter ihre Ehrenmitglieder aufnahm. Dabei darf nicht unerwähnt bleiben, dass er der einzige Jesuit war, dem diese Ehre widerfuhr. Er stand auch in der Gunst König Ludwigs XIV. Die Einwohner von Pollet, einem Vorort von Dieppe, verdankten Gouyes Fürsprache die Beibehaltung ihrer Privilegien, die ihnen hätten entzogen werden sollen.
Gouye lieferte einen Bericht über die Mondfinsternis vom 15. März 1699 und versuchte, indem er die Ansicht des berühmten Descartes bestritt, eine eigene Erklärung der scheinbaren Größe des Mondes am Horizont zu geben (Histoire de l’Académie, 1700, S. 9). Auch legte er wiederholt Exemplare einiger ihm von einem seiner Ordensgenossen aus Martinique übersendeten Pflanzen nebst genauen Beschreibungen vor (Histoire de l’Académie, 1703, S. 57 und 1704, S. 42). Sein Hauptverdienst besteht aber in zwei Sammlungen astronomischer und naturhistorischer Bemerkungen, die von den nach Siam entsandten Jesuiten auf der Reise und während ihres Aufenthalts in Indien und China niedergeschrieben und der Akademie geschickt worden waren. Diese von ihm mit umsichtigem Fleiß zusammengestellten und mit trefflichen Anmerkungen versehenen Sammlungen, die hauptsächlich Berichte der Jesuiten Jean de Fontaney, Guy Tachard, Noël, Beze und Duchatz enthalten und auch in die Memoiren der Akademie (Bd. 7, S. 605 ff. und 741 ff.) aufgenommen wurden, tragen folgende Titel:
- Observations physiques et mathématiques pour servir à l’histoire naturelle et à la perfection de l’astronomie et de la géographie, envoyées de Siam à l’Académie royale des sciences de Paris, par les pères jésuites français, qui vont à la Chine en qualité de mathématiciens du roi, Paris 1688
- Observations physiques et mathématiques pour servir à l’histoire naturelle et à la perfection de l’astronomie et de la géographie, envoyées des Indes et de la Chine à l’académie royale des sciences à Paris par les pères jésuites, Paris 1692

Gouye war zugleich ein Sprachforscher und besaß eine gründliche Kenntnis der griechischen, lateinischen, italienischen, spanischen, englischen und deutschen Sprache. Auch verfasste er mehrere eigenen naturwissenschaftliche Werke, von deren Veröffentlichung ihn aber seine Bescheidenheit abhielt. Ab 1701 fungierte er als Bevollmächtigter für die Jesuitenmissionen nach Neufrankreich. Damit war er für die Versorgung und finanzielle Unterstützung der Missionare in diesem Teil Nordamerikas zuständig. Früher hatte er den nachmaligen Marineminister Jerôme Phélypeaux, Graf von Pontchartrain, in Mathematik unterrichtet. So besaß er zu diesem eine bedeutsame Verbindung, um im Namen der Missionare über ihre Reisen nach Neufrankreich und die damit verbundene notwendige Ausstattung zu verhandeln. Er starb am 24. März 1725 im Alter von 74 Jahren im Professhaus seines Ordens in Paris.